# Steven Horsford
Steven Horsford (Las Vegas, 29 aprile 1973) è un politico statunitense, membro della Camera dei Rappresentanti per lo stato del Nevada dal 2013 al 2015 e poi ancora dal 2019.

## Biografia
Nato a Las Vegas, dopo gli studi in scienze politiche, Horsford lavorò per il Southern Nevada Workforce Investment Board dal 2000 al 2004, per poi divenire amministratore delegato della Culinary Training Academy.
Nel frattempo Horsford entrò in politica con il Partito Democratico e venne eletto all'interno della legislatura statale del Nevada. Nel 2008 fu riconfermato per un altro mandato della durata di quattro anni.
Nel 2012 annunciò la propria candidatura al Congresso e scelse di concorrere nel quarto distretto, appena creato in seguito alla ridefinizione delle sezioni elettorali. Horsford riuscì a vincere le elezioni con una netta maggioranza, divenendo il primo afroamericano eletto al Congresso dallo stato del Nevada.
Due anni dopo Horsford si candidò per un secondo mandato, ma venne sconfitto di misura dall'avversario repubblicano Cresent Hardy. Quest'ultimo fu poi sconfitto due anni dopo dal democratico Ruben Kihuen.
Nel 2018, quando Kihuen annunciò la propria intenzione di lasciare la Camera in seguito ad uno scandalo sessuale in cui era stato coinvolto, sia Horsford sia Hardy si candidarono nuovamente per il seggio. Al termine della campagna elettorale, Horsford sconfisse Hardy con un margine di otto punti percentuali e tornò al Congresso come deputato.
Sposato con la dottoressa Sonya Douglass, Horsford ha tre figli.